# Anne-Marie Marchand

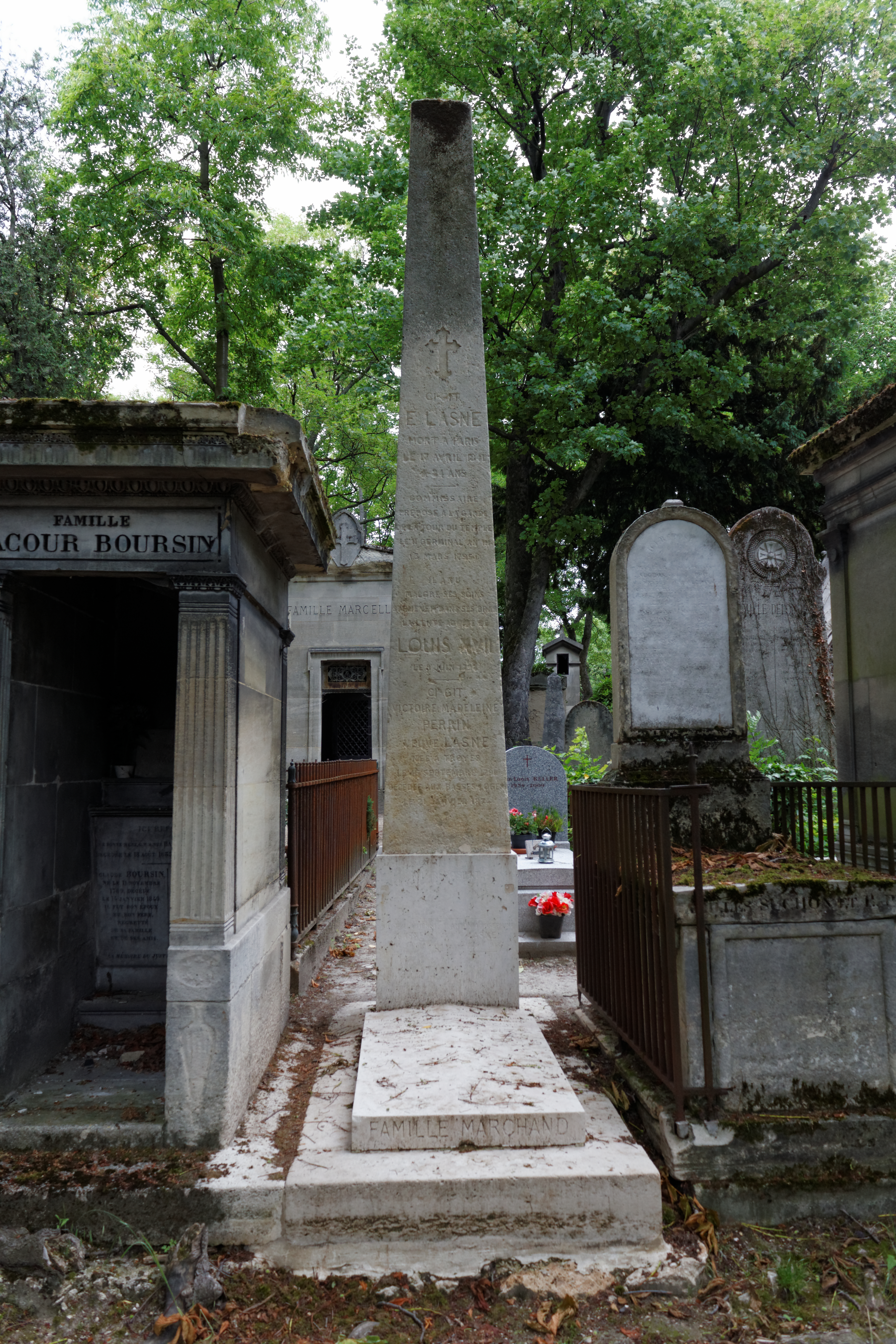
Grab auf dem Cimetière du Père-Lachaise

Anne-Marie Marchand (* 27. Mai 1927 in Paris; † 1. August 2005 ebenda) war eine französische Kostümbildnerin.

## Leben
Marchand begann ihre Karriere 1956 zunächst beim französischen Fernsehen. Im darauf folgenden Jahre war sie für die Kostüme der um 1910 spielenden Gaunerkomödie Arsène Lupin, der Millionendieb mit Liselotte Pulver und O. E. Hasse mitverantwortlich. Ihr erster eigenverantwortlicher Spielfilm als Kostümbildnerin war die Louis de Funès-Filmkomödie Fisch oder Fleisch 1958. Nach weiteren Spielfilmen wie Opfergang einer Nonne und Trübe Wasser arbeitete sie in den 1960er Jahren hauptsächlich für das Fernsehen. Ihr erster Spielfilm nach fast einem Jahrzehnt war eine weitere Zusammenarbeit mit Louis de Funès, Alles tanzt nach meiner Pfeife. Für ihr Wirken am Historienfilm Die Wiederkehr des Martin Guerre war sie 1984 für den Oscar in der Kategorie Bestes Kostümdesign nominiert.
Sie liegt auf dem Friedhof Père-Lachaise in Paris begraben.

## Filmografie (Auswahl)
- 1957: Arsène Lupin, der Millionendieb (Les aventures d'Arsène Lupin)
- 1958: Fisch oder Fleisch (Ni vu, ni connu)
- 1960: Opfergang einer Nonne (Le dialogue des carmélites)
- 1960: Trübe Wasser (La Rabouilleuse)
- 1961: Fanny
- 1962: Die Junggesellen (Les célibataires)
- 1968: Unbestand ist aller Liebe Anfang (La double inconstance)
- 1970: Alles tanzt nach meiner Pfeife (L’Homme Orchestre)
- 1982: Die Wiederkehr des Martin Guerre (Le retour de Martin Guerre)
- 1988: Die Legende vom heiligen Trinker (La Leggenda del santo bevitore)

## Auszeichnungen
- 1984: Oscar-Nominierung in der Kategorie Bestes Kostümdesign für Die Wiederkehr des Martin Guerre